# Tytus Zbyszewski
Tytus Zbyszewski (ur. 1 listopada 1886 w Jassach, zm. 29 czerwca 1942 w KL Auschwitz) – polski prawnik, doktor praw, urzędnik konsularny II Rzeczypospolitej, kawaler Orderu Virtuti Militari.

## Życiorys
Urodził się w rodzinie Leona i Berty z Kapuścińskich. Uczęszczał do gimnazjum w Jassach, następnie w Rzeszowie. Absolwent Wydziału Prawa Uniwersytetu Lwowskiego i Szkoły Nauk Społecznych i Politycznych (l'École des Sciences politiques et sociales) w Brukseli. Uzyskał stopień naukowy doktora praw.
W latach 1905–1907 działał w Towarzystwie Szkoły Ludowej we Lwowie.
W czasie I wojny światowej służył w Armii Austro-Węgier, po odzyskaniu niepodległości w Wojsku Polskim. Został awansowany na stopień kapitana rezerwy artylerii ze starszeństwem z dniem 1 czerwca 1919.
W 1918 wstąpił do służby zagranicznej II Rzeczypospolitej, sprawując funkcje m.in. konsula/konsula generalnego w Lipsku (1923–1927), konsula generalnego w Jerozolimie (1927–1930) i Chicago (1931–1934), zastępcy dyrektora Departamentu Administracyjnego MSZ. Na początku września 1934 został ciężko ranny w wypadku drogowym, gdy prowadzony przez niego samochód został uderzony przez wagon międzynarodowego pociągu robotniczego w pobliżu Niagara Falls. W 1935 został przeniesiony na emeryturę. Pełnił funkcję dyrektora Izby Handlowej Polsko-Rumuńskiej (Camera de Comerț Polono-Româna) w Warszawie.
W czasie okupacji niemieckiej aresztowany. Osadzony na Pawiaku i wywieziony 17 kwietnia 1942 do KL Auschwitz, (numer więźnia: 31390), gdzie został rozstrzelany.

## Ordery i odznaczenia
- Krzyż Srebrny Orderu Wojskowego Virtuti Militari nr 3397 (1922)[6]
- Krzyż Komandorski Orderu Odrodzenia Polski (27 listopada 1929)[7]
- Złoty Krzyż Zasługi (20 czerwca 1928)[8]
- Medal Pamiątkowy za Wojnę 1918–1921
- Medal Dziesięciolecia Odzyskanej Niepodległości
- Srebrny Medal za Długoletnią Służbę
- Krzyż Komandorski Orderu Gwiazdy Rumunii (Rumunia)
- Order Grobu Świętego III klasy (Stolica Apostolska)
- Złoty Krzyż Ziemi Świętej (Stolica Apostolska)